# 조지 W. 부시
조지 워커 부시(영어: George Walker Bush 듣기 (도움말·정보), 문화어: 죠지 워커 부쉬, 1946년 7월 6일~)는 미국의 정치인 가문이자, 정치인이다. 2000년 11월 대통령 선거에 공화당 소속으로 출마, 당선되어 2001년부터 2009년까지 제43번째 대통령으로 재직했다.
1989년~1993년 제41번째 대통령으로 재직한 조지 H. W. 부시의 장남으로, 역대 미국 역사상 두 번째로 전직 대통령의 아들로 재선 대통령의 자리에 올랐다. 그는 대통령 집권 기간 중 테러와의 전쟁을 선포해 아프가니스탄 전쟁, 이라크 전쟁 등의 전쟁이 일어났다.

## 어린 시절

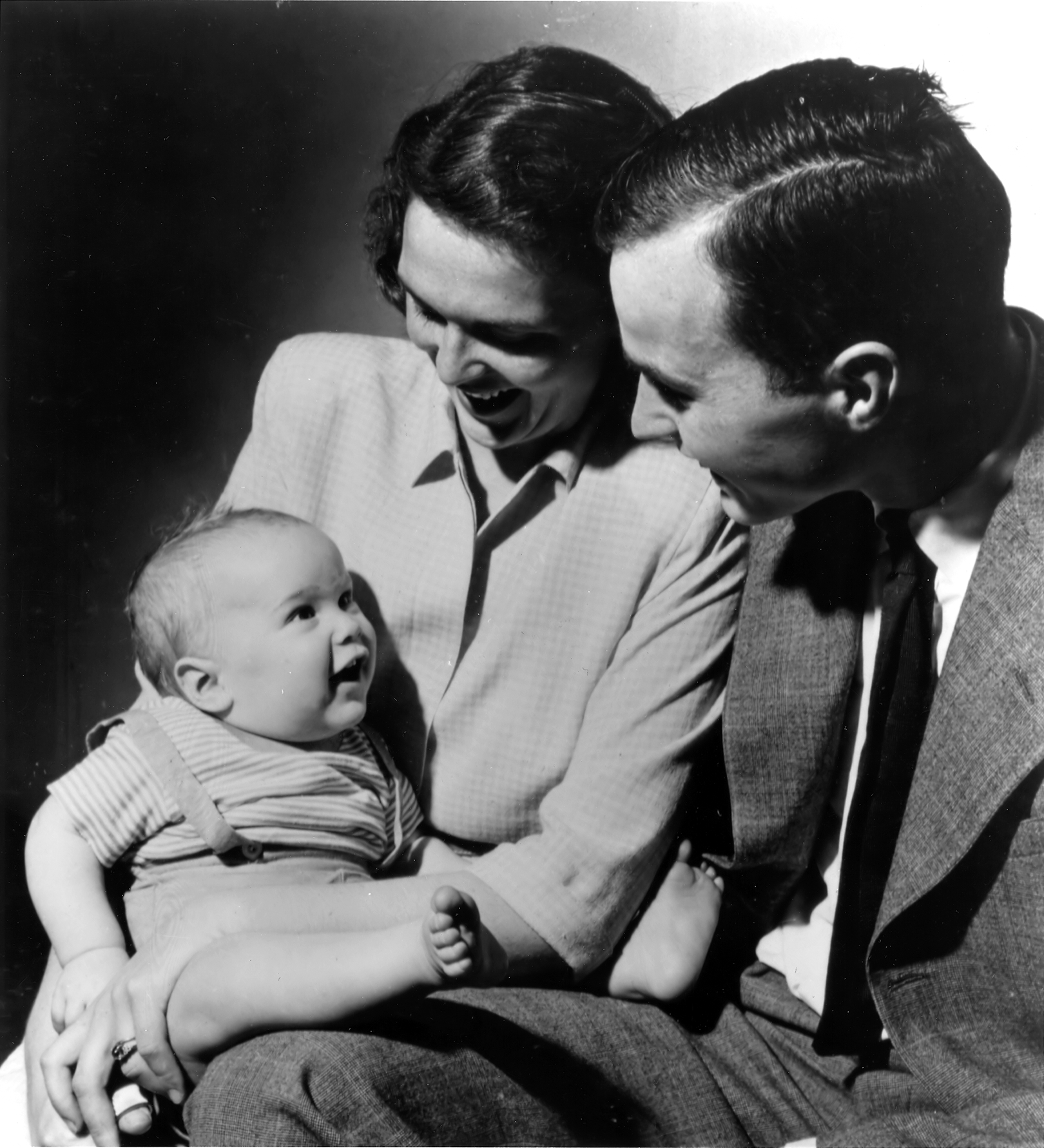
부모의 품에 안긴 조지 W. 부시(1947)

조지 워커(W.) 부시는 코네티컷주 뉴헤이번에서 아버지 조지 허버트 워커 부시와 어머니 바버라 부시 사이에서 장남으로 태어났다. 그의 집안은 미국에서 여러 대 째 이어오는 부유한 명문 집안이며, 조부 프레스컷 부시는 유명한 기업가 출신으로 후에 연방 상원의원을 지냈다.
그의 출생 당시 부친 조지 H. W. 부시는 뉴헤이번에 있는 예일 대학교에 재학 중이었다. 학업을 마치자마자 부친은 곧바로 석유 사업을 위해 텍사스주 미들랜드로 가족을 데리고 이주하여, 조지는 미들랜드에서 어린 시절을 보냈다. 휴스턴의 명문 사립 학교를 다녔으며, 그 후 집안 대대로 다니던 매사추세츠주의 유서 깊은 사립 고등학교인 필립스 앤도버 학교를 거쳐 예일 대학교에 입학했고, 역사학을 전공했다. 1968년 예일 대학교를 졸업한 후 텍사스 주방위군에 장교의 신분으로 입대하여 중위로 퇴역했다.

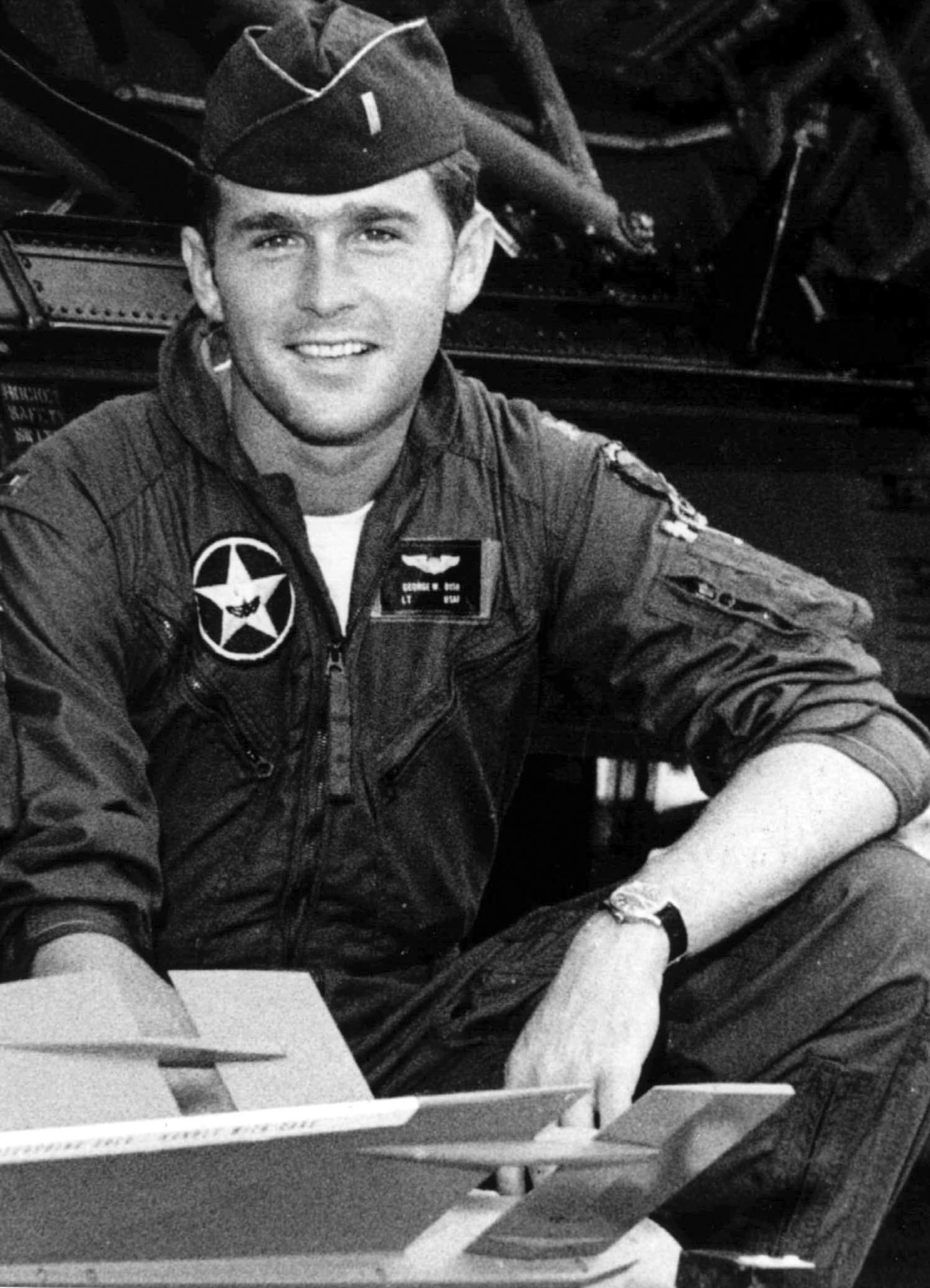
텍사스 주방위군 복무 시절의 조지 W. 부시

군복무와 함께 텍사스 대학교 로스쿨에 지원했으나, 낙방했으며, 1973년 하버드 경영대학원에 입학하여 2년뒤 경영학 석사학위(MBA)를 취득했다. 이 기간 중 그는 이전부터 즐기던 술에 더욱 빠져들어 알코올 중독 증세를 보이기도 했으며, 1976년에는 음주운전으로 벌금 150달러를 물고 운전면허를 일시 정지당하기도 했다. 술은 결혼 후 줄이기 시작했으며, 1986년 40세 생일 이후로는 완전히 끊었다.
1977년 미들랜드 출신의 도서관 사서인 로라 웰치를 만나 결혼했다. 조지는 결혼과 함께 집안에서 믿던 성공회에서 부인을 따라 감리교로 개종했다. 부부는 1981년 쌍둥이 딸 제나와 바버라를 낳았다.

## 정치 및 사회 활동

### 초기 경력
결혼 후 미들랜드에 정착하여 석유 사업에 관계하는 동시에 조부와 부친의 뒤를 이어 정계 진출을 시도하였다. 1978년, 텍사스주 서부지역을 중심으로 하는 지역구의 연방하원 선거에 공화당 소속으로 출마했으나, 민주당 후보에게 패했다. 하원 진출에 실패한 후, 석유 회사를 설립하고 다른 석유회사를 합병하는 등 적극적인 사업 활동을 했으나, 석유값 하락으로 그다지 많은 돈을 벌지는 못했다. 그러나 1986년 합병 후 자신이 회장으로 있던 스펙트럼 7 석유 회사를 상당한 이익을 남기고 매각하여 많은 재산을 모았다. 그 후 워싱턴으로 옮겨, 1988년 대통령 선거에 출마하는 부친의 선거운동 본부에서 일하며 정치를 익혔다. 부친이 대통령에 당선된 후 그는 텍사스 주로 돌아가 동업자들과 함께 프로야구 메이저 리그(MLB) 구단인 텍사스 레인저스를 매입했다. 대통령의 아들로 그는 팬들과 함께 자주 경기를 관전하며 텍사스 주민들에게 이름을 알리고 인기를 얻었다. 1992년 대통령 선거에서도 부친의 선거 운동을 다시 도왔으나, 부친은 재선에 실패했다.

### 텍사스 주지사
젊어서 그는 마약을 복용하여 아버지 조지 H. W. 부시의 입장을 곤란하게 만들기도 했다. 주지사 재직 중 그는 대통령 출마를 결심한다. 그러나 주지사 재직 중이자 예비후보로 거론되던 2000년 마약복용 경력 등이 터져나왔으나 그는 무난히 대통령 후보자로 추천되었다.

## 대통령 선거

### 2000년 대통령 선거
2000년 11월 7일에 실시된 대통령 선거에서 공화당 후보로 출마하여 민주당 후보이자 현직 부통령이던 앨 고어와 맞대결을 펼쳤다. 투표 결과 선거인단 수에서는 271 대 266으로 아슬아슬하게 이겼다. 총 득표율은 오히려 엘 고어에게 패했으나 미국의 선거방식 덕분에 엘 고어보다 적은 표를 받고도 당선되었다. (고어 48.4%, 부시 47.9%)
지역구마다 선거인단을 두는 제도로 각 선거구마다 이기면 자신이 이긴 선거구의 선거인단을 모두 확보하는 방식이다. 

### 2004년 대통령 선거
2004년 11월 2일에 실시된 선거에서 공화당 후보로 출마하여 재선에 도전했다. 부시는 민주당 후보로 출마한 존 케리를 선거인단 수에서 286 대 251로 누르고 재선에 성공했다.

## 대통령직 활동

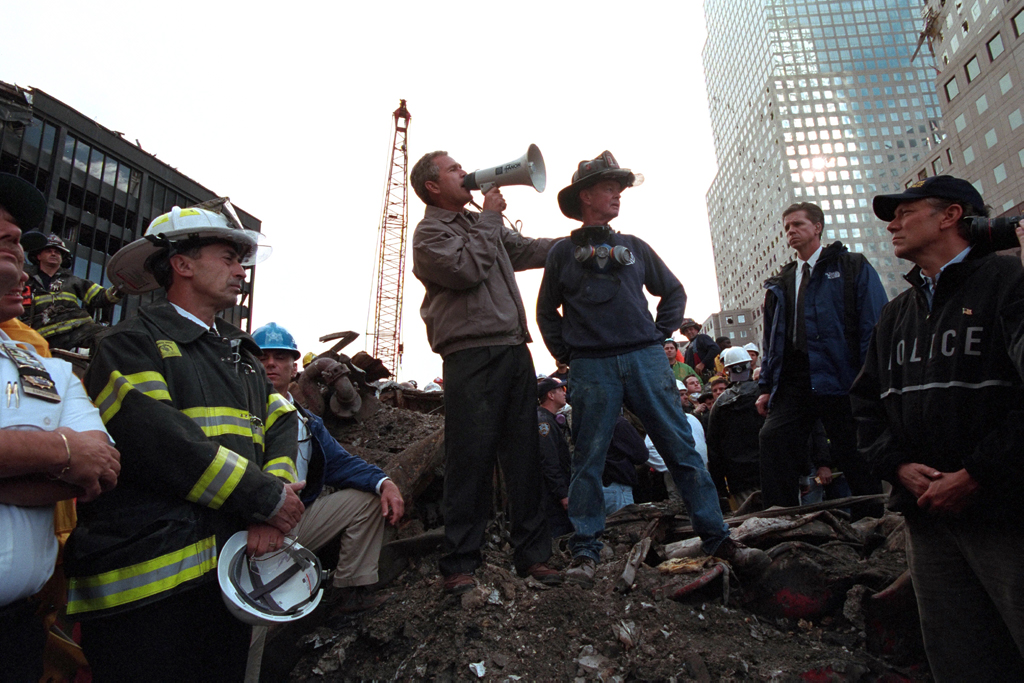
9.11 테러 후 무너진 세계 무역 센터의 그라운드 제로에서의 조지 부시

### 집권

#### 테러리스트의 공격과 군사 실행
취임한 지 8개월 후인 9월 11일, 부시와 미국은 9.11 테러에 마주쳤다. 테러리스트들이 납치한 여객기들이 뉴욕의 세계 무역 센터와 워싱턴 D.C.의 펜타곤에 부딪히는 사건이 일어났다. 세계무역센터의 쌍둥이 빌딩은 무너지고 펜타곤의 한 부분이 파괴되었으며, 약 3,000명의 희생자외 6,000명 이상의 부상자를 내었다.
미국은 곧 사우디아라비아 출신 재벌 오사마 빈 라덴과 그의 테러리스트 기구 알카에다가 9.11 테러 뒤에 있었다는 결론을 내렸다. 빈 라덴의 본부들과 테러리스트 훈련소들은 아프가니스탄에 있었다. 부시는 아프가니스탄의 통치 단체 탈리반에 빈 라덴을 넘겨주고 훈련소들을 문닫으라는 명령을 내렸다. 탈리반이 거부하자, 부시는 테러에 전쟁을 선언하여 군사를 조직한다. 전쟁 선언은 연방 의회에 그 권한이 있다. 엄연히 말해자면, 이라크 전쟁은 국제정세 안정을 위한 미국의 치안 행위였을 뿐, 공식적인 전쟁은 아니었다. 더하여 한국 전쟁과 베트남 전쟁에서도 미국은 이와 같은 입장을 보였었다. 2001년 10월에 미국과 그 동맹국들은 아프가니스탄에 군사 선전을 하였다.

#### 경제 문제
2001년 3월부터 미국 경제는 침체되기 시작하였다. 9.11 테러 후에 실업률이 늘고 경제는 더욱 악화되었다. 많은 항공사들을 포함한 회사들이 경기 침체 속에 가장 많은 피해를 입었다. 몇몇의 미국 항공사들은 파산되었고, 테러 후에 그들의 보안 시스템에 값비싼 정밀 검사를 해야 했다. 동시에 많은 사람들이 비행기 타고 여행을 하는 데 두려움을 느껴 항공사들의 소득이 급격하게 쇠퇴하였다. 의회는 현금 15억 달러의 일괄 예산을 통과시켜 국채가 피해를 입은 항공사들을 지원하는 데 도움을 주었다.
국가의 경제적 어려움은 2002년과 2003년에 계속되었다. 경기 부양책으로 부시는 감세와 실업자 보조를 실시했다. 그는 또한 다른 나라들과 무역 협정들을 협상하는 데 더 넓은 권위를 의회에 물었다. 의회는 부시의 계획을 옮기는 데 법률 제정을 승인하였다. 그러나 부시가 요구한 것들보다 더 작은 감세를 통과시켰다.
2007년과 2008년에는 미국의 초대형 모기지론 대부업체들이 파산한 서브프라임 모기지 사태, 세계금융위기가 일어났다. 이 사태는 미국 뿐만 아니라 전 세계의 금융 시장에 큰 영향을 끼쳤다. 일각에서는 이 사태의 원인으로 조지 W. 부시 행정부 시절의 신자유주의적인 경제 정책을 지목하고 있으나 아직까지 정확한 원인에 대해서는 전문가들 간의 많은 논쟁이 이루어지고 있다.

## 외교 정책

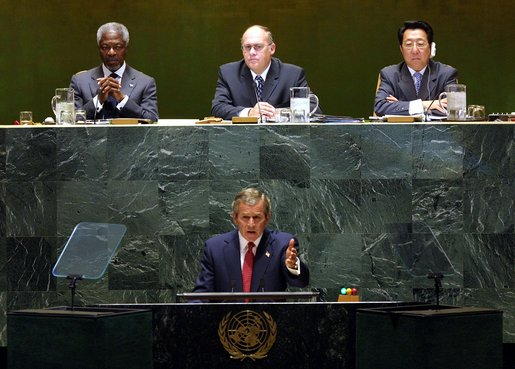
유엔 총회에서 이라크 근심 논쟁에 대한 연설을 하는 부시(2002).

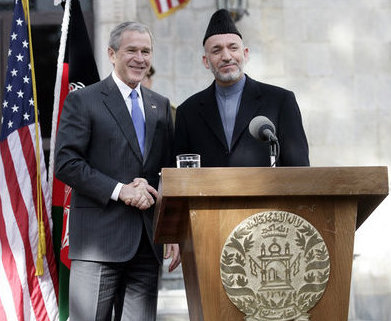
카불에서 하미드 카르자이 아프가니스탄 대통령과 함께(2006)

### 테러 국가와의 관계
조지 부시 대통령은 9.11 테러 이후 이슬람 무장 항쟁을 직·간접적으로 지원하거나 추인하는 일부 서남아시아 국가들과의 테러와의 전쟁을 선포했다. 2002년 국정연설에서 부시 대통령은 조선민주주의인민공화국, 이란, 이라크를 악의 축(axis of evil)이라고 표현해 화제가 됐다. 2003년에는 '무법 정권'(Outlaw Regime)이라는 표현을 사용했고, 2004년에는 '가장 위험한 정권'(the most dangerous regime)이라는 표현이 등장했다.
2001년에는 탈레반이 오사마 빈 라덴 등을 지원했다는 혐의를 적용해서 아프가니스탄에 미군을 투입하여 아프가니스탄의 탈레반 정부를 붕괴시켰다. 2003년에는 이라크가 대량살상무기를 소지했다는 점을 들어 4년간 이라크 전쟁을 일으켜 수없는 비판을 받기도 했다. 그 뒤 2006년 12월에는 이라크 대통령 사담 후세인을 처형하고 이라크에 과도정부를 수립했으나 정치적 이견으로 이라크는 혼란에 빠지게 되었다.
아프가니스탄 전쟁, 이라크 전쟁 도중에 끊임없이 인질 사태가 발생하고 미국 내에서는 평화주의자들의 전쟁 반대 시위가 계속되었다. 9.11 테러 이후 체포된 테러 용의자들을 수감하기 위해 쿠바 관타나모 만에 관타나모 만 수용소를 세우기도 했다. 이 때문에 인권 침해 논란이 일기도 하였다.

## 종교관
2005년 1월 11일 워싱턴 타임스와의 인터뷰에서 "신과 아무런 관계를 맺지 않는 사람이 어떻게 미국 대통령이 될 수 있는지 모르겠다." 고 말했다.

## 기타
1985년 빌리 그레이엄 목사의 권유로 기독교 신앙에 귀의하게 되었다. 이후 그는 매일 아침 성경을 읽는 것으로 하루를 시작한다고 한다. 2000년 미국 언론사와의 인터뷰에서 기자들의 질문에 그는 "나는 교회를 사랑하고 찬송하는 것을 좋아하며 매일 기도한다"고 답하기도 했다.

### 퇴임 후
조지 부시 전 미국 대통령은 단순한 여행 목적으로 2009년 7월 31일 '전국경제인연합회 2009 제주 하계포럼' 참석을 위해 대한민국을 방문했다. 8월 3일에는 대한민국의 안동을 방문하였다. 방한 기간 동안 이명박 대통령과 회동을 갖고 재계인사 등을 만나는 등 미국과 한국 사이의 우호관계를 드러내기도 했다. 그는 "퇴임 이후 행보는 자유와 민주주의 가치 구현에 맞추고자 한다"며 "이를 위해 '부시 기념 도서관'과 '정책연구소'를 설립 중에 있다"면서 "전 세계 독재국가와 민주주의가 핍박받고 있는 나라에서 민주화운동을 벌이고 있는 인사들의 글과 자료도 전시될 것"이라고 밝혔다. 또 그는 청계재단 설립 소식을 접하고는 "이명박 대통령이 전 재산을 기부했다는 소식을 들었다. 대단한 일"이라고 평했다.

## 가족
- 할아버지: 프레스콧 셸던 부시
- 아버지: 조지 H. W. 부시
- 어머니: 바버라 부시
- 아내: 로라 부시
  - 장녀: 바버라 피어스 부시
  - 사위: 크레이그 코인
    - 외손녀: 코라 코인(2021년생)

  - 차녀: 제나 부시 헤이거
  - 사위: 헨리 체이스 헤이거

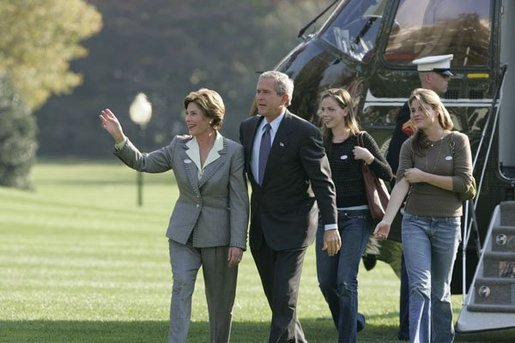
부시 가족(왼쪽부터 부인 로라, 조지, 쌍둥이 딸 바버라, 제나).

    - 외손녀: 밀라 헤이거(2013년생)
    - 외손녀: 포피 헤이거(2015년생)
    - 외손자: 핼 헤이거(2019년생)

## 역대 선거 결과
| 선거명      | 직책명                       | 대수 | 정당   | 득표율 | 득표수 (선거인단)    | 결과 | 당락               |
| ----------- | ---------------------------- | ---- | ------ | ------ | -------------------- | ---- | ------------------ |
| 1978년 선거 | 하원의원 (텍사스 제19선거구) | 96대 | 공화당 | 46.76% | 48,070표             | 2위  | 낙선               |
| 1994년 선거 | 텍사스 주지사                | 46대 | 공화당 | 53.48% | 2,350,994표          | 1위  | 텍사스 주지사 당선 |
| 1998년 선거 | 텍사스 주지사                | 46대 | 공화당 | 68.24% | 2,550,821표          | 1위  | 텍사스 주지사 당선 |
| 2000년 선거 | 미국의 대통령                | 43대 | 공화당 | 47.87% | 50,456,002표 (271명) | 1위  |                    |
| 2004년 선거 | 미국의 대통령                | 43대 | 공화당 | 50.73% | 62,040,610표 (286명) | 1위  |                    |

## 같이 보기
- 9.11 테러
- 테러와의 전쟁
- 아프가니스탄 전쟁
- 이라크 침공
- 이라크 전쟁
- 대침체